# Juan José Larrea de la Cámara
Juan José Larrea de la Cámara fue un militar y político peruano. 
Fue diputado de la República del Perú por la provincia de Abancay entre 1845 y 1848 durante el primer gobierno de Ramón Castilla. Fue General de la Confederación Perú-Boliviana. También ocupó el cargo de ministro del Estado Sud Peruano y prefecto del Cusco. Fue Comendador de la Legión de Honor Nacional del Perú.